# Langkær Vandtårn
Langkær Vandtårn er et 18 meter højt skåleformet vandtårn i Langkær ved Haderslev. Tårnet er opført i 1991-92 af arkitekt Wolfgang Kleemann med Haderslev Kommune som bygherre og er således det nyeste vandtårn i Danmark. Den store skål, som er vandbeholderen, bæres af to skiver med trapper imellem. Tårnet er udført i beton og er blevet præmieret.